# Fabian Legendorf-Mgowski
Fabian Legendorf-Mgowski (ur. ok. 1425 w Maulen, zm. 9 marca 1483), kasztelan elbląski, starosta starogardzki i pucki, od marca 1478 wojewoda pomorski.
Pierwotnie nosił nazwisko von Maulen, od nazwy rodzinnej wsi, od 1457 używał nazwiska żony Legendorf; Mgowski od 1479 pisał się z Mgowa. Był jednym z protoplastów znamienitego rodu szlachty pruskiej von Lehndorff, zamieszkującej od 1572 Sztynort na Mazurach.
Był gwarantem pokoju toruńskiego 1466 roku.